# Blessthefall
Blessthefall — американская металкор-группа из Финикса.

## История группы
Экс-вокалист Крейг, гитарист Майк, барабанщик Мэтт и басист Джаред сформировали Blessthefall в Финиксе, США, в 2003 году. Позже к ним присоединился гитарист Майлз, но он был вынужден покинуть группу из-за учёбы в Berklee College of Music.
В середине 2005 года группа выпустила EP, содержащий 3 трека, и приняла в свой состав гитариста Эрика. Затем группа подписывает контракт с «Warner Subsidiary, Record Collection» и начинает тур по США и Канаде вместе с Alesana и Norma Jean.
Дебютный альбом Blessthefall «His Last Walk», был выпущен 10 апреля 2007 года. Первый альбом разошёлся тиражом более чем 65 000 экземпляров, а синглы более чем 100 000 экземпляров.
В 2007 группа принимает участие в «Warped Tour». С сентября по октябрь 2007 года Blessthefall участвуют в «The Black On Black Tour» вместе c Escape the Fate, LoveHateHero и Dance Gavin Dance.
1 ноября 2007 года начинается «RATHER BE SLAYIN’ N00BZ Tour», организованный группой From First to Last. Blessthefall принимает в нём участие вместе с A Skylit Drive и Vanna. После этого они отправляются в их первый тур по Великобритании и Европе вместе с Silverstein. В рамках этого выступления 16 ноября 2007 года Blessthefall впервые выходит на сцену Британского «Colchester Arts Centre».
Из-за семейных проблем, по решению менеджера группы, вокалист Крейг Мэббит покидает Blessthefall и переходит в Escape the Fate. Позднее он присоединяется к ещё одному коллективу — The Word Alive, бывший Calling of Syrens, совмещая эту работу с работой в Escape the Fate.
После ухода Крейга басист Джаред взял на себя весь экстрим-вокал, а чтобы он мог полностью на нём сконцентрироваться, в конце 2007 года Blessthefall берут в качестве концертного участника Эйдэна Льюиса (Dear Whoever) на бас-гитару и бэк-вокал. Гитарист Эрик стал помогать на чистом вокале.
После нескольких месяцев поисков нового основного вокалиста, Blessthefall нашли бывшего вокалиста группы Take The Crown — Боу Бокана, который встал на чистый вокал. Джаред же снова взял в руки бас-гитару, но оставил за собой основные партии экстрим-вокала.
Вместе с Боу, летом 2008 года, группа записывает две новые песни «To Hell and Back» и «We’ll Sleep When We’re Dead» и с [13 марта] 2009 года отправляется в тур по США, который закончился 3 мая 2009.
После окончания тура Blessthefall объявили о том, что они заключили контракт с Fearless Records и сразу приступили к записи второго альбома «Witness», который вышел 6 октября 2009 года.
После напряжённой работы над альбомом Blessthefall отправились в тур по Южной Америке, а сразу после выхода альбома Blessthefall отправляются в «The Atticus Tour 2009» по США с такими командами как Finch, Drop Dead, Gorgeous, Vanna и др. Сразу после этого тура Blessthefall отправляются в «COMMOTION OVER THE OCEAN TOUR» по Великобритании и Европе
В феврале 2010 года Blessthefall посещает Японию на фестивале «SCREAMOUT FEST 2010» c группами Alesana, Broadway и Crossfaith.
В марте 2010 года Blessthefall отправляется в тур «The Bangover Tour» по Канаде и США вместе с группами Miss May I, Greely Estates, Before Their Eyes, As I Lay Dying, который закончился 1 августа в Сан-Франциско.
4 марта 2010 года был объявлен новый тур Blessthefall по Европе вместе с группами August Burns Red и Of Mice & Men. Тур прошел в сентябре-октябре 2010 года. В ходе этого тура музыканты также посетили и Россию.
15 февраля 2011 группа объявила о том, что Майк Фрисби покинул группу. Его заменил Эллиотт Грюнберг, экс-гитарист Legacy и Before Their Eyes.
Вокалист Боу Бокан подтвердил, что Blessthefall не будут выступать на «Warped Tour 2011», а приступят к записи третьего студийного альбома. Запись началась в Орландо, Флорида 17 мая 2011. Продюсером альбома стал Michael «Elvis» Baskette.
Для записи альбома группа надеялась пригласить Ронни Радке из Falling In Reverse, и Тима Ламбезиса из As I Lay Dying, но позже было подтверждено, что они не примут участия в записи.
4 октября 2011 года был выпущен третий студийный альбом, пластинка получила название Awakening. Также было объявлено, что Blessthefall примут участие в «All Stars Tour» вместе с Emmure, Alesana, Motionless In White и многими другими.
В 2013 году был выпущен альбом "Hollow Bodies".
18 сентября 2015 года выпущен пятый студийный альбом To Those Left Behind.
27 января 2018 года группа сообщила, что заключила контракт с лейблом Rise Records. Новый альбом Hard Feelings был выпущен 23 марта 2018 года.

## Состав группы
Текущий состав
- Джаред Уарт — экстрим-вокал (2004—настоящее время), бас-гитара (2004—2007, 2008—настоящее время), клавишные (2005—2008)
- Эрик Ламберт — соло-гитара (2005—настоящее время), чистый бэк-вокал (2008—настоящее время), музыкальное программирование (2018–настоящее время), чистый вокал (2007—2008)
- Боу Бокан — чистый вокал, экстремальный бэк-вокал (2008-настоящее время)
- Эллиотт Грюнберг — ритм-гитара (2011-настоящее время), экстремальный бэк-вокал (2013–настоящее время)

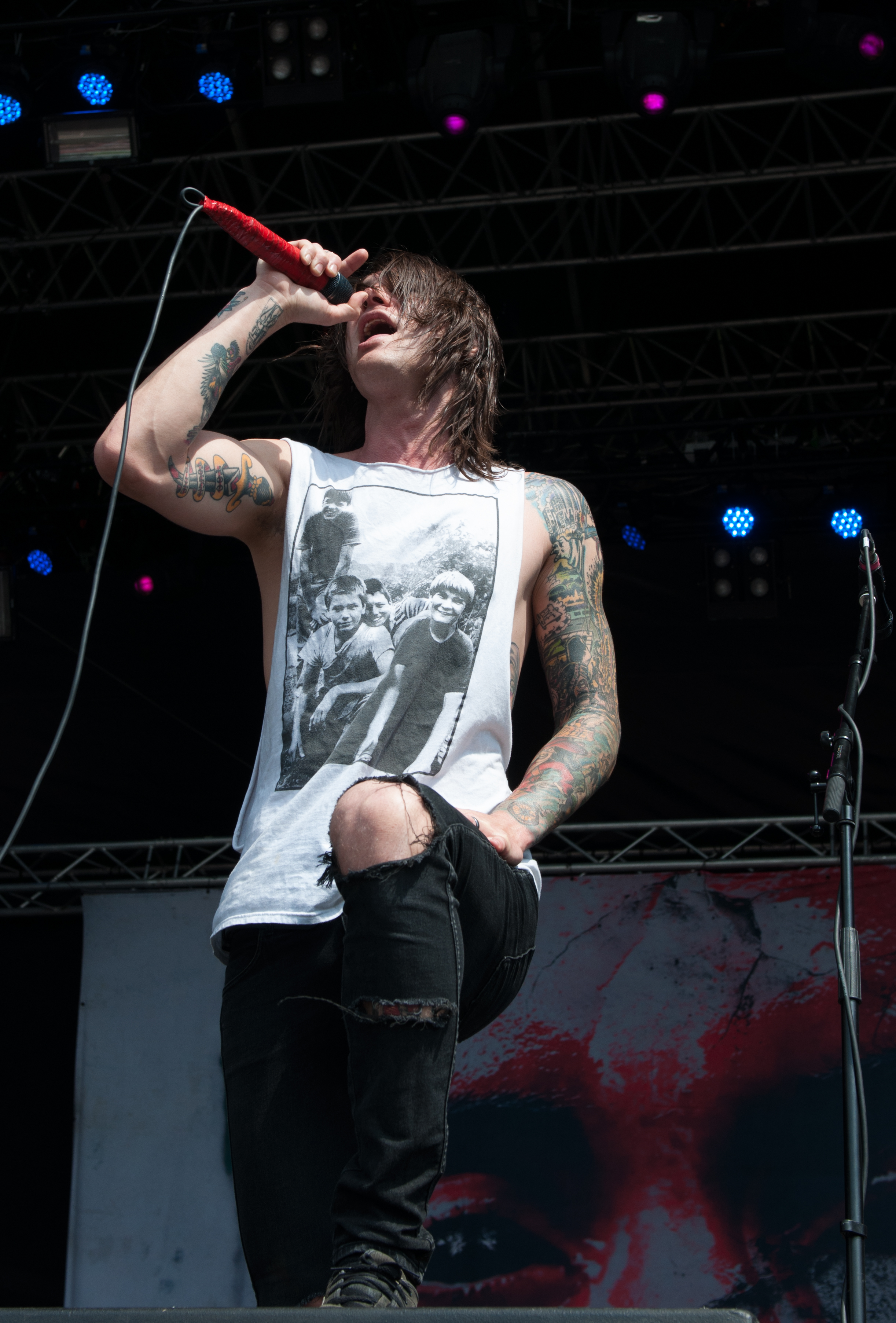
Beau Bokan, 2014
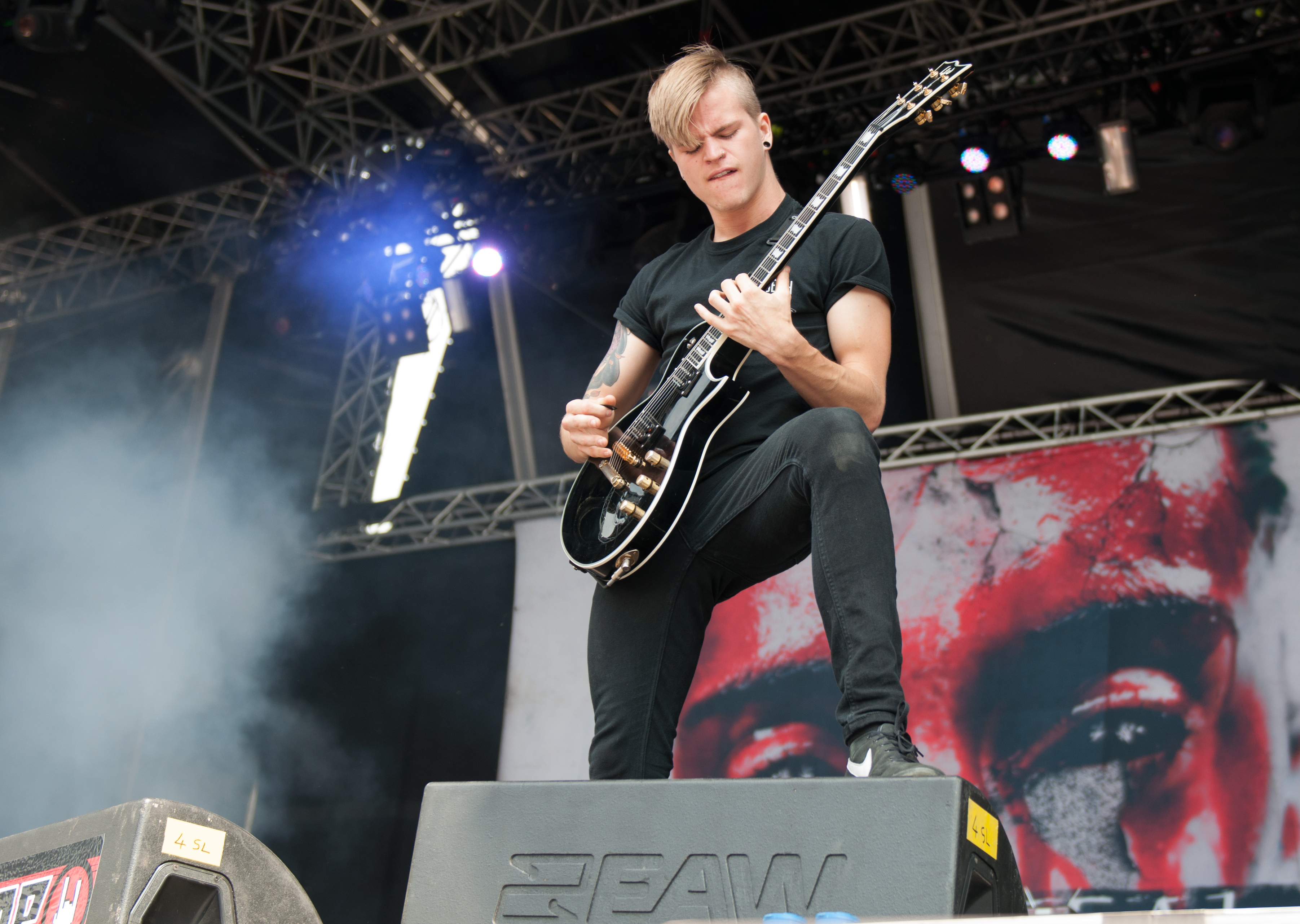
Elliott Gruenberg, 2014
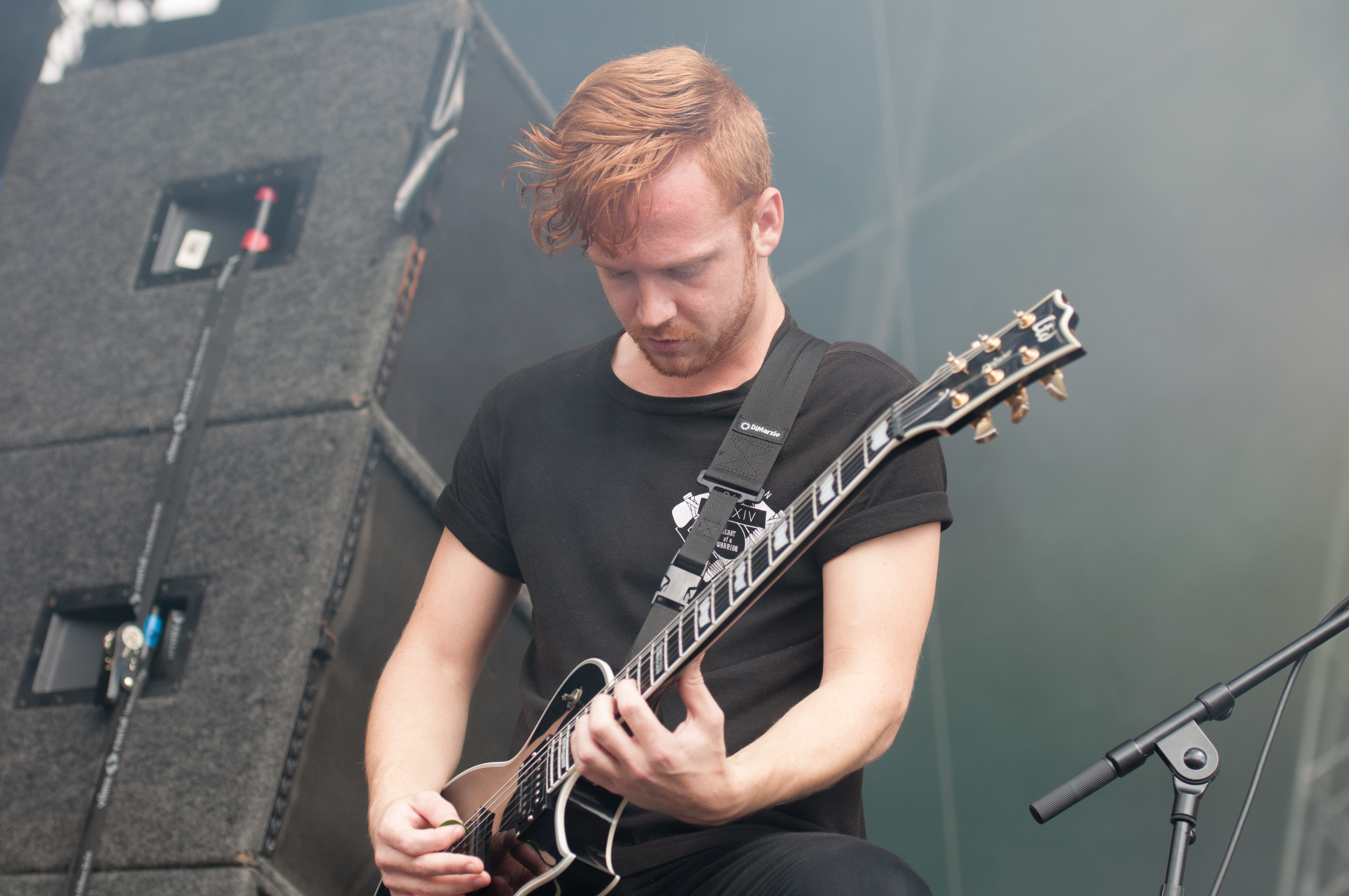
Eric Lambert, 2014
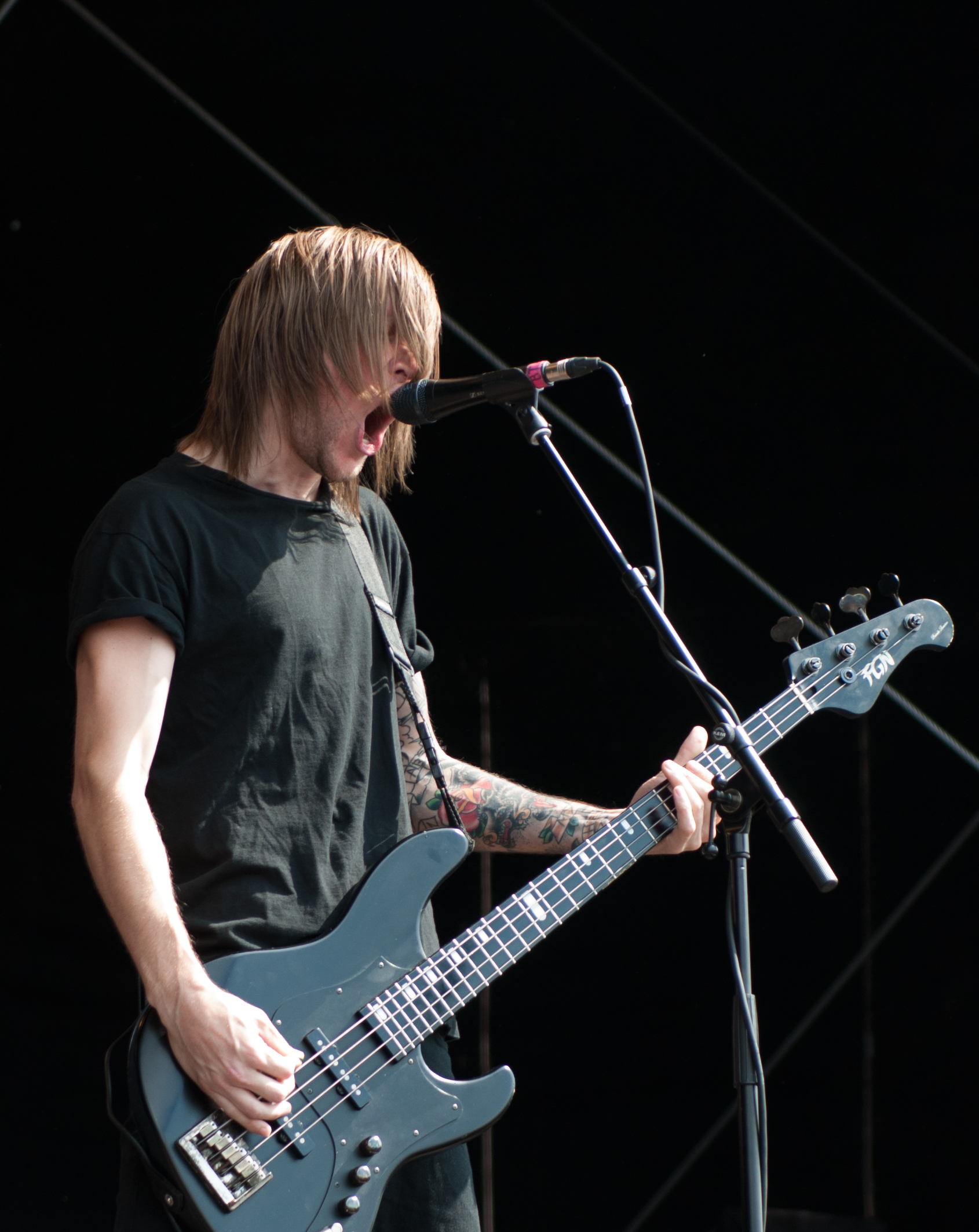
Jared Warth, 2014

Концертные участники
- Эйдэн Льюис — бас-гитара (2007—2008)
- Конор Уайт — ударные (с 2019)

Бывшие участники
- Крейг Мэббит — основной вокал (2004—2007)
- Майлз Бергсма — соло-гитара (2004—2005)
- Эндрю Бaрр — клавишные, экстрим-вокал (2004—2005)
- Майк Фрисби — ритм-гитара (2004—2011)
- Мэтт Трейнор — ударные инструменты (2004—2018)

Временная шкала

## Дискография

### Альбомы
| Год  | Подробности альбома                                                                                           | Позиции в чартах | Позиции в чартах | Позиции в чартах | Позиции в чартах | Позиции в чартах | Позиции в чартах | Позиции в чартах |
| Год  | Подробности альбома                                                                                           | US               | US Alt           | US Heat          | US Hard Rock     | US Indie         | US Rock          | AUS              |
| ---- | --- | ---------------- | ---------------- | ---------------- | ---------------- | ---------------- | ---------------- | ---------------- |
| 2007 | His Last Walk - Выпущен: 10 апреля 2007 - Лейбл: Ferret Music, Science - Форматы: CD, цифровая дистрибуция    | —                | —                | 32               | —                | —                | —                | —                |
| 2009 | Witness - Выпущен: 6 октября 2009 - Лейбл: Fearless Records - Форматы: CD, цифровая дистрибуция               | 56               | 13               | —                | 9                | 6                | 25               | —                |
| 2011 | Awakening - Выпущен: 4 октября 2011 - Лейбл: Fearless Records - Форматы: CD, цифровая дистрибуция             | 32               | 11               | —                | 3                | 7                | 13               | —                |
| 2013 | Hollow Bodies - Выпущен: 20 августа 2013 - Лейбл: Fearless Records - Форматы: CD, цифровая дистрибуция        | 15               | 2                | —                | 1                | 3                | 4                | —                |
| 2015 | To Those Left Behind - Выпущен: 18 сентября 2015 - Лейбл: Fearless Records - Форматы:CD, цифровая дистрибуция | 23               | 5                | —                | 3                | 5                | 8                | 98               |
| 2018 | Hard Feelings - Выпущен: 23 марта 2018 - Лейбл: Rise Records - Форматы: CD, цифровая дистрибуция              | 54               | 4                | —                | 2                | 1                | 5                | —                |
| "—"  | |                  |                  |                  |                  |                  |                  |                  |

### Мини-альбомы
| Год  | Подробности альбома                                                                              |
| ---- | ------------------------------------------------------------------------------------------------ |
| 2005 | Black Rose Dying EP - Выпущен: 2005 - Лейбл: Self-released - Форматы: Digital download           |
| 2006 | Blessthefall - Выпущен: 21 ноября 2006 - Лейбл: Record Collection - Форматы: CD                  |
| 2007 | Black on Black Tour - Выпущен: 11 сентября 2007 - Лейбл: Science - Форматы: CD, digital download |

### Синглы
| Год  | Песня                                   | Альбом               |
| ---- | --------------------------------------- | -------------------- |
| 2006 | "Higinia"                               | His Last Walk        |
| 2007 | "Guys Like You Make Us Look Bad"        | His Last Walk        |
| 2007 | "A Message to the Unknown"              | His Last Walk        |
| 2007 | "Rise Up"                               | His Last Walk        |
| 2007 | "I Wouldn't Quit If Everyone Quit"      | Non-album single     |
| 2008 | "To Hell and Back"                      | Witness              |
| 2009 | "God Wears Gucci"                       | Witness              |
| 2009 | "What's Left of Me"                     | Witness              |
| 2010 | "Hey Baby, Here's That Song You Wanted" | Witness              |
| 2011 | "Promised Ones"                         | Awakening            |
| 2011 | "40 Days..."                            | Awakening            |
| 2013 | "You Wear a Crown but You're No King"   | Hollow Bodies        |
| 2015 | "Up In Flames"                          | To Those Left Behind |
| 2015 | "Walk On Water"                         | To Those Left Behind |
| 2018 | "Melodramatic"                          | Hard Feelings        |
| 2018 | "Wishful Sinking"                       | Hard Feelings        |

### Видеоклипы
| Год  | Название                                | Режиссёр            |
| ---- | --------------------------------------- | ------------------- |
| 2006 | "Black Rose Dying"                      | —                   |
| 2006 | "Times Like These"                      | —                   |
| 2007 | "Higinia"                               | Darren Doane        |
| 2007 | "Guys Like You Make Us Look Bad"        | Endeavor Media      |
| 2007 | "A Message to the Unknown"              | —                   |
| 2008 | "Rise Up"                               | Travis Kopach       |
| 2008 | "To Hell and Back" (Tour Version)       | —                   |
| 2009 | "What's Left of Me"                     | Darren Doane        |
| 2010 | "To Hell and Back"                      | Hannah Lux Davis    |
| 2010 | "Hey Baby, Here's That Song You Wanted" | Chris Marrs Piliero |
| 2011 | "Bottomfeeder"                          | —                   |
| 2011 | "Promised Ones"                         | Nate Weaver         |
| 2012 | "40 Days..."                            | Drew Russ           |
| 2012 | "The Reign"                             | —                   |
| 2013 | "You Wear A Crown But You're No King"   | —                   |
| 2014 | "Hollow Bodies"                         | —                   |
| 2015 | "Walk On Water"                         | —                   |
| 2017 | "Dead Air"                              | —                   |
| 2018 | "Melodramatic"                          | —                   |
| 2018 | "Sleepless In Phoenix"                  | —                   |
| 2019 | "Welcome Home"                          | —                   |